# Тыртышник, Вячеслав Григорьевич
Вячеслав Григорьевич Тыртышник (укр. В'ячеслав Григорович Тиртишник; род. 16 января 1971) — украинский легкоатлет, специалист по прыжкам в высоту. Выступал за сборную Украины по лёгкой атлетике в 1990-х годах, победитель и призёр первенств национального значения, участник летних Олимпийских игр в Атланте. Главный тренер сборной Украины по лёгкой атлетике.

## Биография
Вячеслав Тыртышник родился 16 января 1971 года.
Занимался лёгкой атлетикой в городе Лохвица Полтавской области, проходил подготовку в здании Благовещенской церкви, переоборудованном в детско-юношескую спортивную школу. Затем уехал учиться в Киев, пробовал себя в прыжках в длину и в беге на 200 метров, становился чемпионом СССР среди юношей в беге с барьерами, но в конечном счёте сделал акцент на прыжках в высоту. Являлся подопечным тренера Владимира Константиновича Журавлёва.
Первого серьёзного успеха на международном уровне добился в сезоне 1995 года, когда вошёл в состав украинской национальной сборной и выступил на Всемирных военных играх в Риме, где в с результатом 2,21 стал в зачёте прыжков в высоту бронзовым призёром.
В 1996 году на соревнованиях в чешском Брно установил личный рекорд в закрытых помещениях — 2,30 метра, одержал победу на зимнем чемпионате Украины в Запорожье (2,26), занял 12-е место на чемпионате Европы в помещении в Стокгольме (2,15). Летом выиграл чемпионат Украины в Киеве, установив при этом личный рекорд на открытых стадионах — 2,30 метра. Благодаря череде удачных выступлений удостоился права защищать честь страны на летних Олимпийских играх в Атланте — в программе прыжков в высоту на предварительном квалификационном этапе показал результат 2,26 метра, чего оказалось недостаточно для выхода в финал.
После атлантской Олимпиады Тыртышник остался действующим спортсменом на ещё один олимпийский цикл и продолжил принимать участие в крупнейших международных стартах. Так, в 1997 году он отметился выступлением на чемпионате мира в помещении в Париже (2,20), вновь победил на чемпионате Украины в Киеве (2,23).
В августе 1998 года на турнире в Киеве с результатом 2,20 в третий раз подряд стал чемпионом Украины в прыжках в высоту.
В 1999 году взял бронзу на Всемирных военных играх в Загребе (2,24).
Завершил спортивную карьеру по окончании сезона 2000 года.
Жена Ольга — балерина. Несколько лет вместе с семьёй проживал в США, но в конечном счёте вернулся на Украину.
Впоследствии проявил себя на тренерском поприще, ныне занимает должность старшего тренера сборной Украины по лёгкой атлетике (резерв) .